# Spreitenbach
Spreitenbach (toponimo tedesco) è un comune svizzero di 11 795 abitanti del Canton Argovia, nel distretto di Baden; ha lo status di città.

## Monumenti e luoghi d'interesse

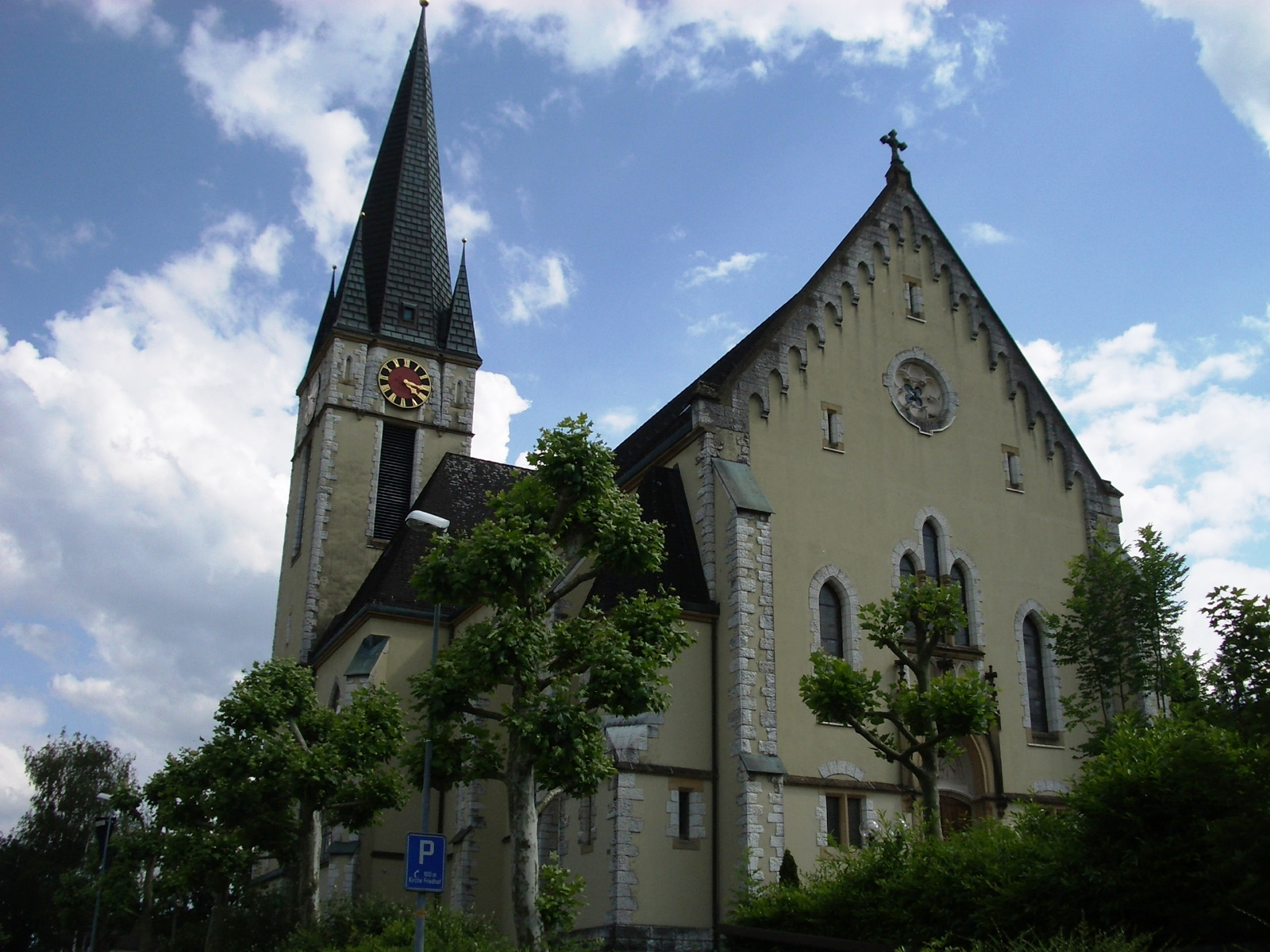
La chiesa cattolica dei Santi Cosma e Damiano

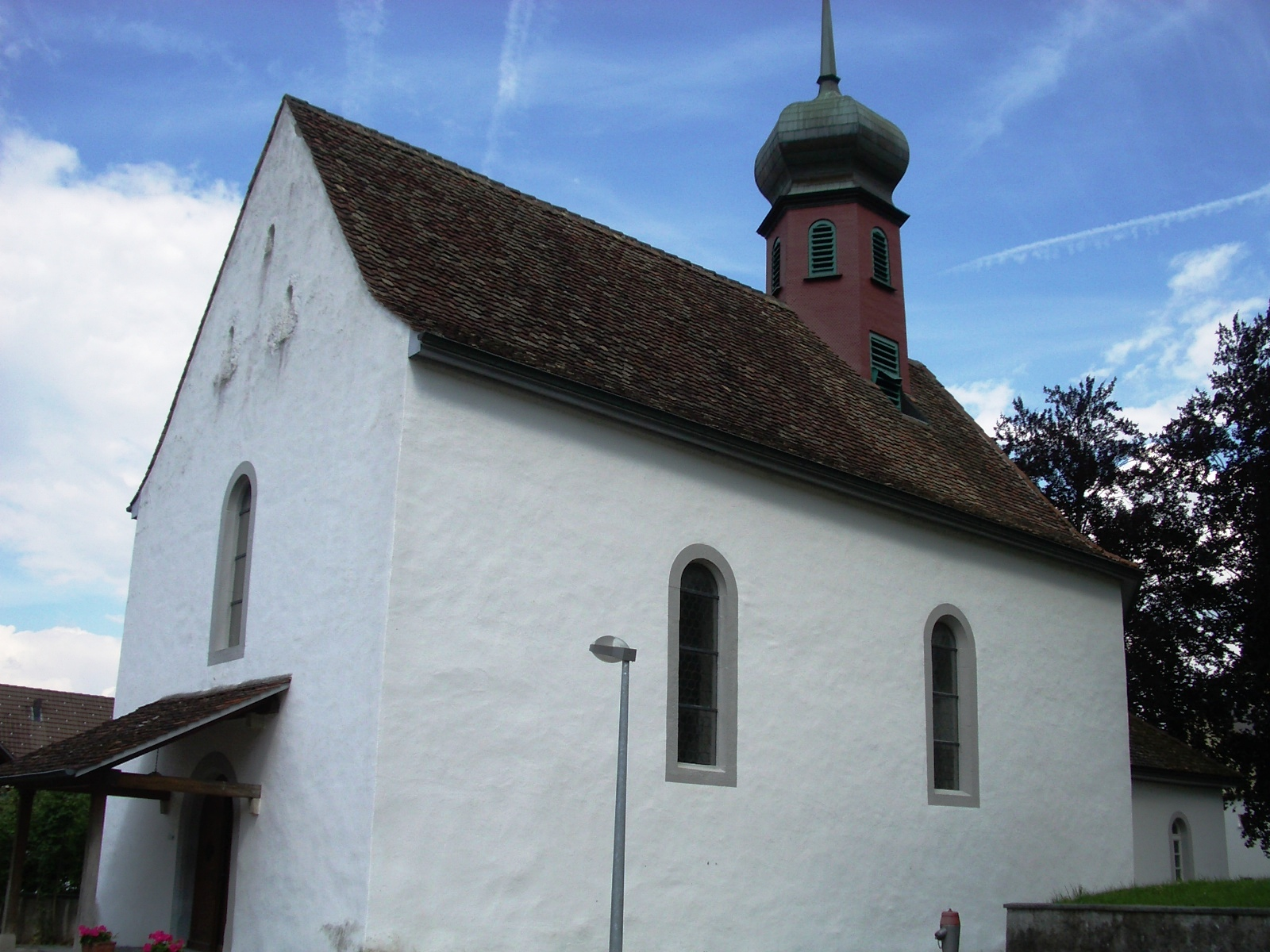
La chiesa riformata

- Chiesa cattolica dei Santi Cosma e Damiano, eretta nel 1903[1];
- Chiesa riformata (già chiesa paritaria), attestata dal XII secolo[1].

## Società

### Evoluzione demografica
L'evoluzione demografica è riportata nella seguente tabella:
Abitanti censiti

## Economia

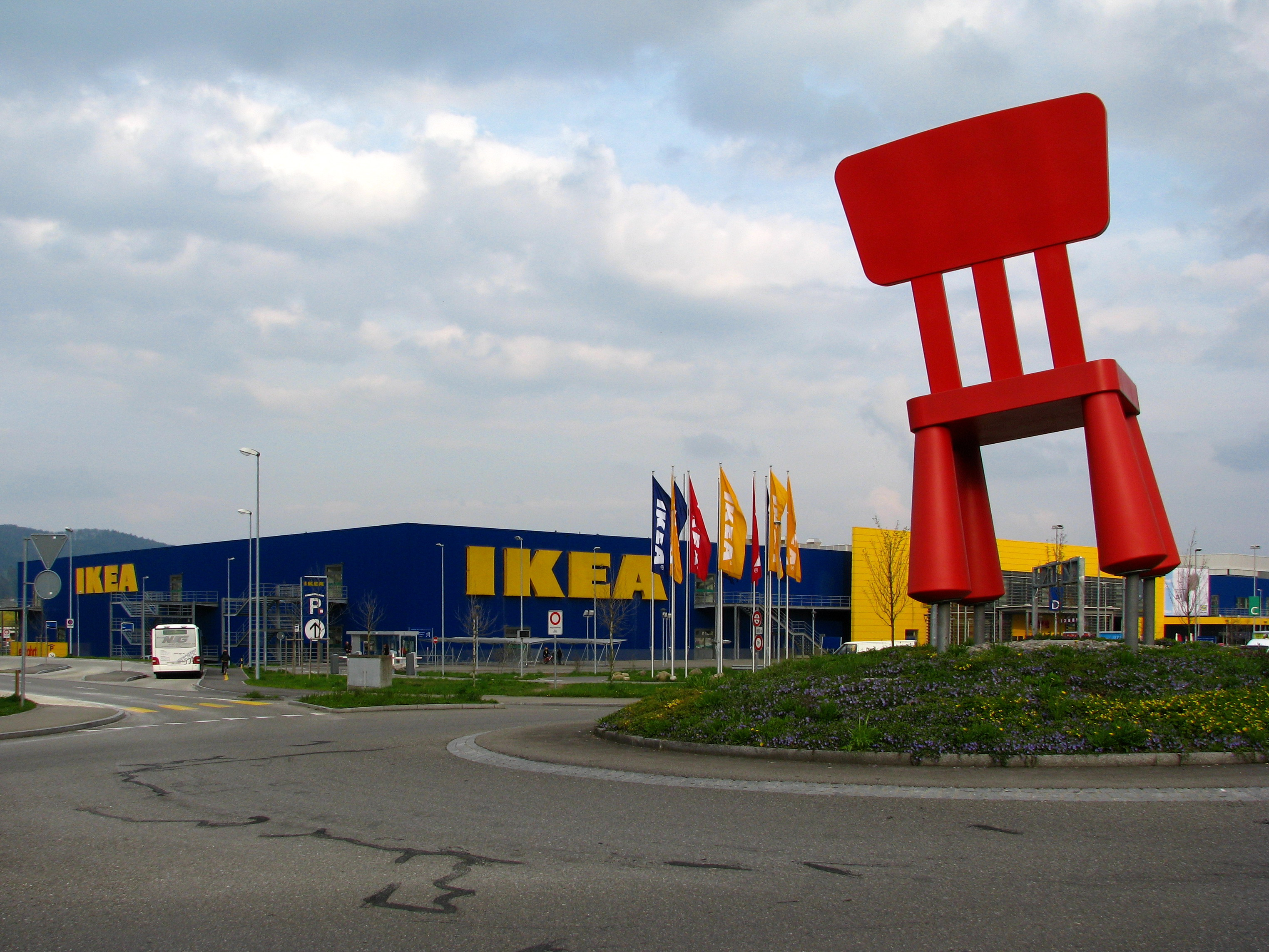
Il negozio IKEA di Spreitenbach

A Spreitenbach fu aperto nel 1973 il primo dei negozi IKEA fuori dalla Scandinavia.

## Infrastrutture e trasporti

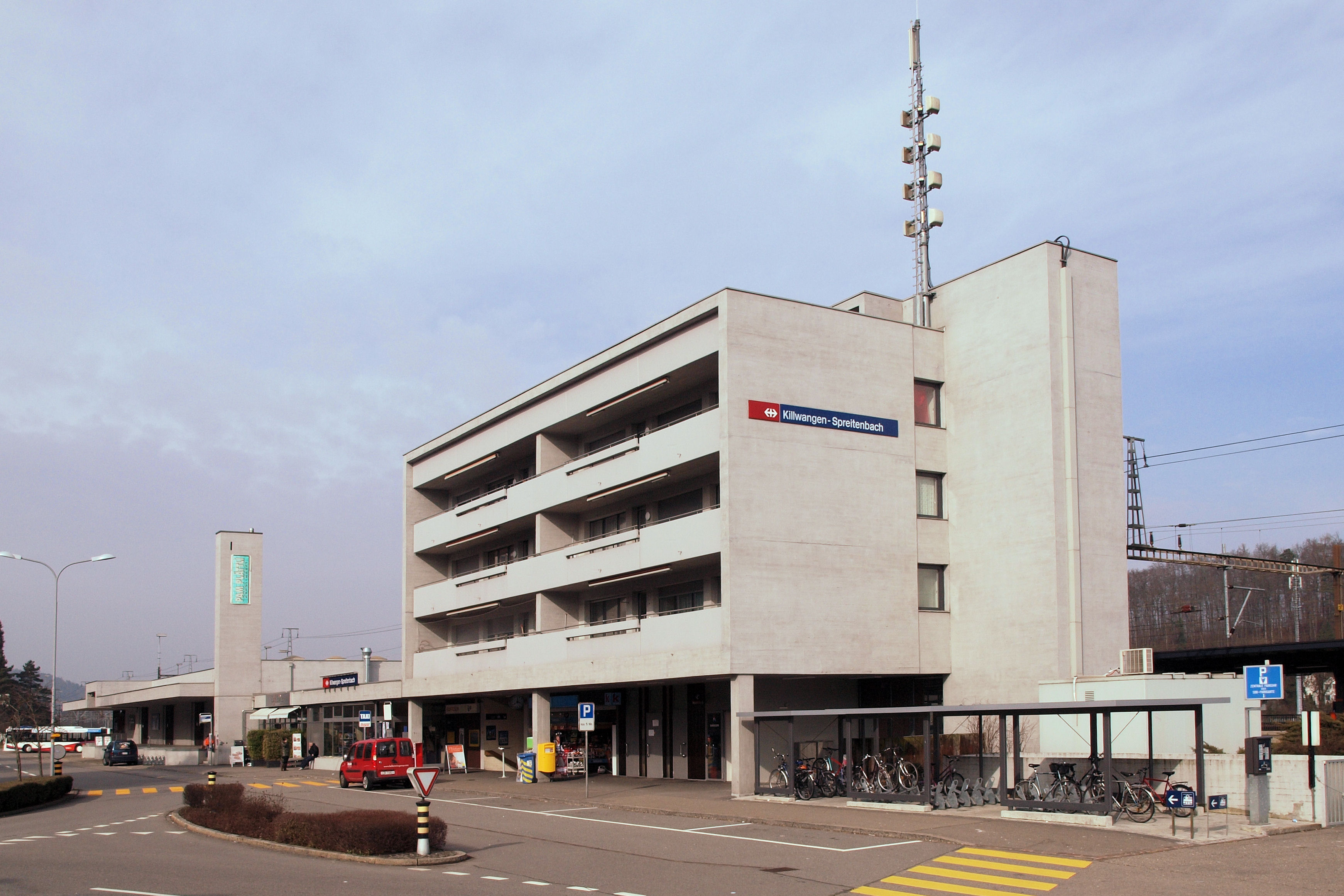
La stazione di Killwangen-Spreitenbach

Spreitenbach è servito dalla stazione di Killwangen-Spreitenbach sulla ferrovia Zurigo-Olten (linee S3 e S12 della rete celere di Zurigo)

## Amministrazione
Ogni famiglia originaria del luogo fa parte del cosiddetto comune patriziale e ha la responsabilità della manutenzione di ogni bene ricadente all'interno dei confini del comune.